# Национальный научный центр (Нью-Дели)
Национальный научный центр (англ. National Science Centre) — научный музей, основанный в 1992 году в Дели.
Музей считается частью Национального Совета Научных Музеев, который является автономным органом под руководством Министерства Культуры. Музей расположен возле гостиницы Gate No.1 в Прагати-Майдан и окнами выходит на крепость Пурана-Кила.

## История
Национальный научный центр является северной штаб-квартирой Национального Совета научных музеев. Первый музей под руководством Совета был открыт 2 мая 1959 года в городе Калькутта и назывался он Промышленный и технологический музей Бирла. Позже в 1962 году в городке Бангалор открылся другой музей — Промышленный и Технологический Музей Висвесварая. Эти два культурных центра были созданы благодаря вдохновению доктора Бидхана Чандра Роя, главного министра Западной Бенгалии, при содействии Джавахарлала Неру, премьер-министра Индии, который всегда положительно относился к науке.
Доктор Амаленду Бозе, в то время молодой выпускник химического факультета был избран Бидханом Чандром Роем в комиссию первого музея в городе Калькутта. Затем наступило небольшое затишье научного движения, длившееся 20 лет.
С приходом к власти Раджива Ганди, появились свежие идеи для популяризации науки. Научный Центр Неру в Мумбаи стал третьим крупным центром. В течение этого периода наблюдался переход от традиционных научных музеев, таких как Музей науки в Лондоне и Немецкий Музей в Мюнхене к научным центрам подобным интерактивно-научному Эксплораториуму в США.
После торжественного открытия Радживом Ганди центра в Мумбаи началась волна стремительного развития Научных музеев. В большинстве столиц штатов Индии открывались подобные культурные здания.
Когда появились музеи в Калькутте, Бангалоре и Мумбаи стала ощутима потребность в большом центре в столице. Работы начались 1984 году. Все начиналось с маленькой вывески у муниципального бассейна колонии Рама Кришна Пурам, позже это были кустарники в округе Тимарпер. Так придумывали и строили Национальный научный Центр, который начал действовать в 1992 году.
Он был торжественно открыт 9 января 1992 премьер-министром Индии П. В. Нарасимха Рао. Центр расположен между воротами №1 и №2 на выставочной территории Прагати-Майдана, на Бхайрон Роуд по ту сторону от крепости Пурана-Кила. Он открыт в течение целой недели с 10 утра до 5 вечера. Исключения составляет время, когда в Индии происходят фестивальни Холи и Дивали. Архитектором сооружения является известный в Индии Ачат Канвинде.
Инновационные подходы, внедрение образовательно-информационной пропагандистской деятельностью этого музея в 2009 году были достаточно оценены. В результате этого число посетителей впервые в 2008—2009 годах составило более полумиллиона.
Также центр практикует организацию такой социально значимой деятельности, как регулярные визиты детей с ограниченными возможностями, семинары для развития сенсомоторной активности у детей, страдающих от аутизма и церебрального паралича, осведомленность населения о раке молочной железы и раннее выявление у женщин, которые столкнулись с этой проблемой .
К тому же, проводятся учения о познании жизни для детей из малообеспеченных семей, многочисленные тренинги об осознании науки и её открытий для групп меньшинств, таких как студенты медресе. Организовываются объяснения науки по сравнению с предрассудками для жителей трущоб JJ кластеров, лекции-демонстрации науки языка жестов для детей с проблемами слуха в муниципальных школах, которым предоставляется субсидия на запись.
Не последнее место в деятельности занимают тренинги для управления стрессом для взрослых, осведомленность в астрономии с помощью специальных программ, которые развенчивают мифы, связанные с затмением среди сельской местности, базовая подготовка для домохозяек, специальные программы для вдов военных в сотрудничестве с Вооруженными Силами Индии, профессиональные обучения для нуждающихся женщин и вдов.

## Галереи
Площадь при входе в центр встречает посетителей огромными экспонатами, которые охватывают 4 этажа. Одним из крупнейших в мире являются «Шары энергии», где нейлоновые шарики диаметром в 6 дюймов подвешенные на высоте 50 дюймов, позволяют получить потенциальную энергию, а затем свисать, путешествуя по разным траекториям и превращая потенциальную энергию в другие виды энергии.

Кроме того, есть небольшие экспонаты, но которые захватывают ваше внимание. Среди них магический кран, из которого приостановлено, вытекает в пространстве вода без всякого входа. Непревзойденной является арфа, где, чьи-то руки изящно создают музыку и чемодан, который постоянно сопротивляется, кружась вокруг своей ручки.
Визитной карточкой Национального Научного центра является его посетители-студенты. В то время, как во всем мире соотношение доли студентов с общими посетителями составляет 0.3, то в этом музее показатель — 1.8. То есть 65 % посетителей являются студентами. Так как люди собираются в фойе амфитеатра, им демонстрируют актерское постановку о мире науки. Идя дальше, вам открываются все сокровища Научного центра, которые находятся в шести постоянных залах, наполненные интересными и практичными экспонатами.